# Ясногірська вулиця (Київ)
Ясногі́рська ву́лиця — вулиця в Шевченківському районі міста Києва, місцевість Сирець. Пролягає від вулиці Володимира Сальського до кінця забудови (поблизу вулиці Ольжича).
Прилучаються Бердянська вулиця та Бердянський провулок.

## Історія
Вулиця виникла у середині XX століття під назвою 886-та Нова. Сучасна назва на честь містечка Ясногірка на Донеччині — з 1953 року. У довідниках «Вулиці Києва» 1975 та 1979 років фігурує як Ясногородська (від топоніма Ясногородка, який, зокрема, є назвою двох сіл у Київській області).
2022 року пропонувалося перейменувати вулицю на честь на честь засновника слов'янського книговидання кириличним шрифтом Швайпольта Фіоля, проєкт перейменування було відхилено.

## Забудова
Більша частина забудови садибна котеджна індивідуальна, частково перебудована. В садибах №№ 26, 27, 28 — багатоквартирні двоповерхові будинки-«сталінки».